# Asomatos (Kreta)
Asomatos (griechisch Ασώματος (m. sg.)) ist ein Bergdorf auf der griechischen Mittelmeerinsel Kreta. Es gehört zusammen mit den beiden Preveli-Klöstern als Ortsgemeinschaft zum Gemeindebezirk Finikas der Gemeinde Agios Vasilios im Süden der Insel.

## Lage

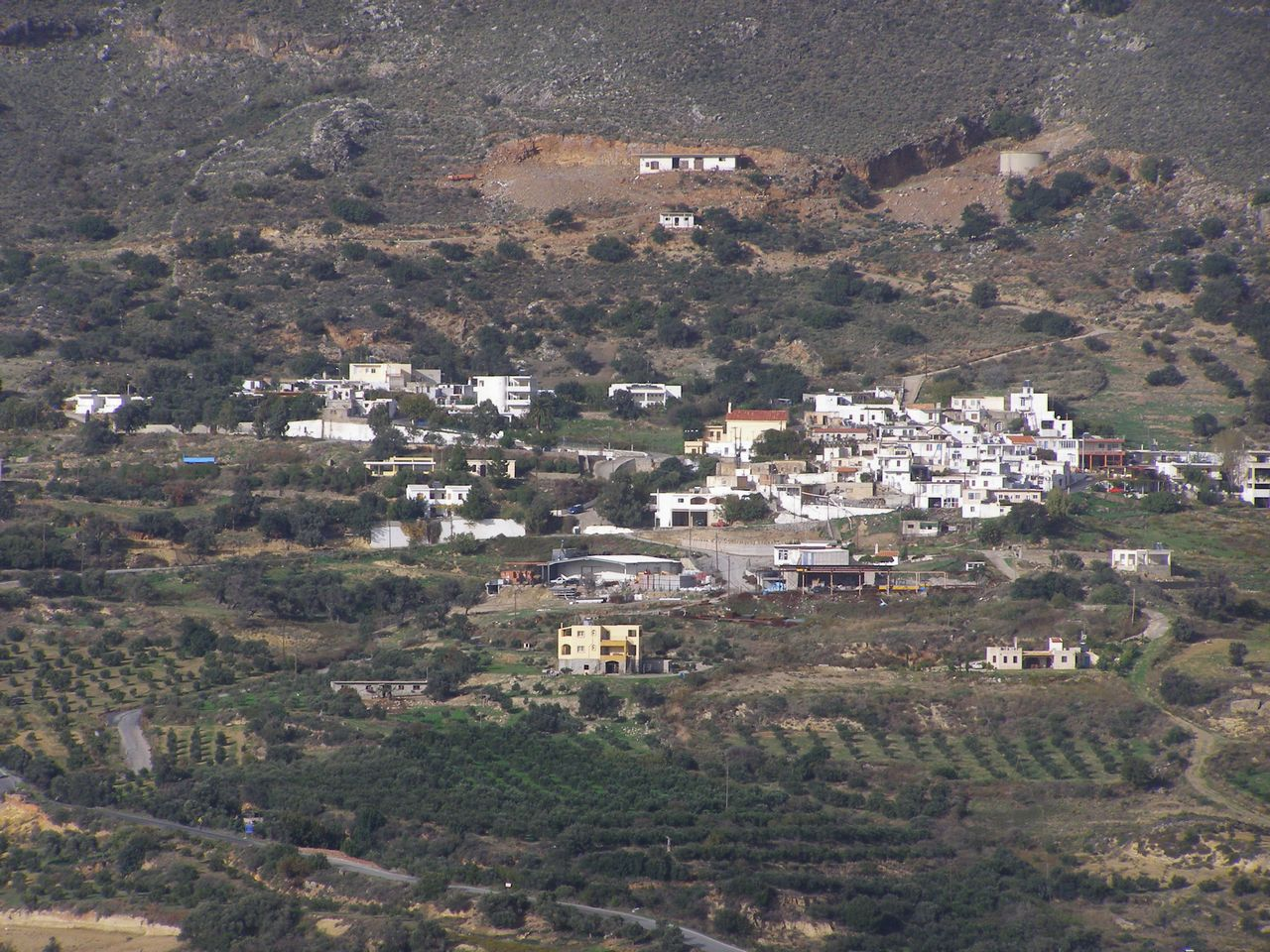
Asomatos, von Gianniou aus gesehen

Asomatos liegt an der Verbindungsstraße von der Präfekturhauptstadt Rethymno zum Urlaubsort Plakias direkt am südlichen Ausgang der zerklüfteten Kourtaliotiko-Schlucht. Bis Plakias sind es 7,5 Kilometer.
Das auf einer Höhe von ungefähr 230 Metern über dem Meeresspiegel gelegene Dorf Asomatos hat laut der Volkszählung aus dem Jahr 2011 eine Einwohnerzahl von 230 gemeldeten Bewohnern. Verwaltungsmäßig werden mit nur zwei Einwohnern das alte und das neue Kloster Preveli samt dem dazugehörigen Umland inklusive des touristisch bedeutsamen Palmenstrandes von Preveli der Ortschaft (Τοπική Κοινότητα) Asomatos zugerechnet.

## Beschreibung

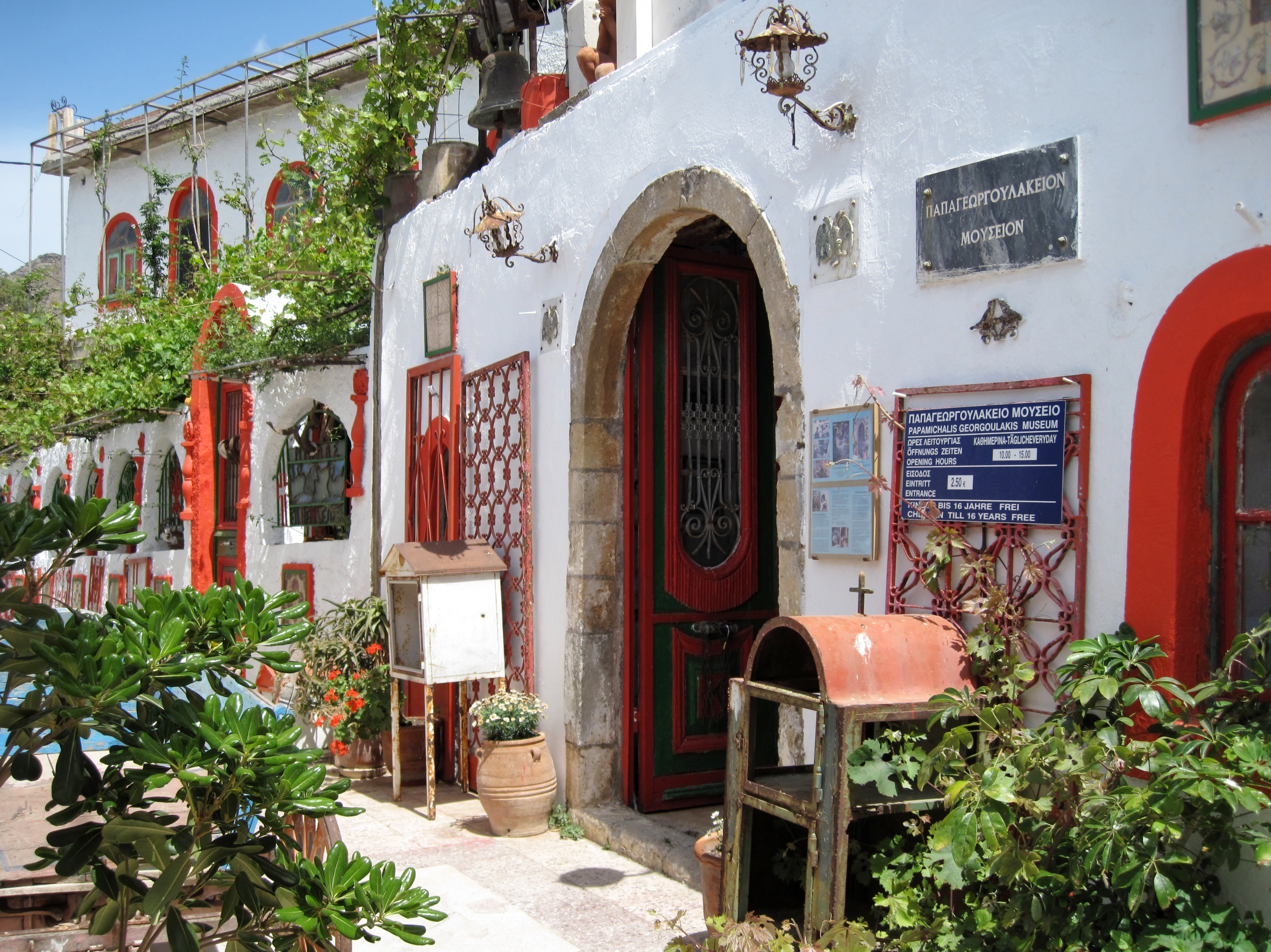
Papageorgoulakio-Museum

Eine Sehenswürdigkeit in Asomatos ist das überregional bekannte Museum des Papa (‚Priester‘) Michalis Georgoulakis. Hier sind über 60 Jahre Zeitgeschichte in Form von Alltagsgegenständen, Plakaten und Dokumenten versammelt. Papa Michalis ist im Oktober 2008 verstorben, das Museum wird von seiner Familie unter dem Namen „Oriseum“ weitergeführt.
Touristisch gesehen ist Asomatos ein „Durchgangsdorf“, es gibt lediglich zwei Kafenia, eine Töpferei, zur Saison eine Taverne und wenige Privatunterkünfte. Haupterwerbszweig der Einwohner ist nach wie vor die Landwirtschaft, vor allem der Olivenanbau im fruchtbaren Tal, welches sich von Asomatos aus in südwestlicher Richtung bis zum Meer zieht. Ein Betrieb für Bau- und Landwirtschaftsbedarf mit angeschlossener Olivenmühle ist das einzige Unternehmen im Ort.

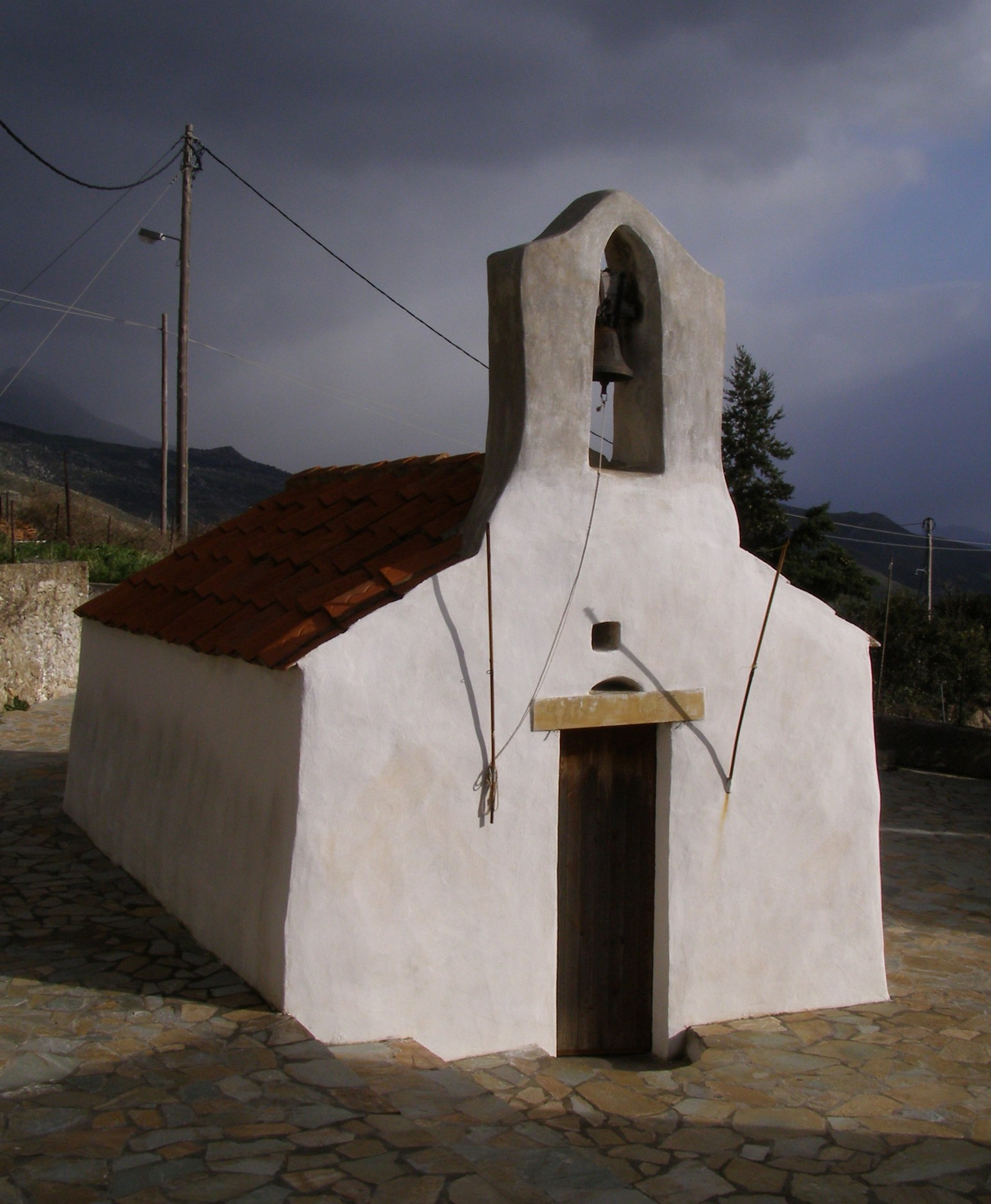
Kapelle Agii Asomati

Die für das Dorf namensgebende byzantinische Kapelle „Agii Asomati“ (griechisch Άγιοι Ασώματοι) etwas unterhalb des Ortes gelegen, gehört zu den ältesten und schönsten der Region.